# Piketberg
Piketberg est une petite ville d'Afrique du Sud située dans la province du Cap-Occidental, sur les bords du fleuve Berg.

## Démographie
Les 12 075 résidents de Piketberg sont majoritairement issus de la population coloured (76,36%). Les  blancs et les populations noires représentent respectivement 14,34 % et 8,08 % des habitants.
Les habitants ont majoritairement l'afrikaans pour langue maternelle (92,69%).

## Historique
La région est historiquement peuplée de Khoikhoi et de San dont il reste des vestiges rupestres. Le village de Piketberg, d'abord écrit "Piquetberg", fut fondé en 1836 et placé jusqu'en 1901 sous la gestion du conseil de l'église réformée. Le village devint un centre agricole régional.

## Personnalités locales
- Jan Hendrik Hofmeyr de Waal, écrivain et dramaturge, député de Piketberg de 1915 à 1937.
- Daniel François Malan (premier ministre d'Afrique du Sud de 1948 à 1954), député de Piketberg de 1938 à 1954.
- Dawie de Villiers, ministre, député de Piketberg de 1981 à 1994.
- Andries Treurnicht, chef du parti conservateur d'Afrique du Sud, né à Piketberg
- Sheila Cussons, peintre et poétesse de langue afrikaans, née à Piketberg.

## Administration
Depuis 2000, Piketberg est le principal centre urbain de la municipalité de Berg River (regroupant les localités et villages de Velddrif, Porterville, Aurora, Redelinghuys, Eendekuil, Goedverwacht et Wittewater).